# Разрыв (фильм, 1970)
«Разрыв» (фр. La Rupture) — фильм 1970 года, поставленный Клодом Шабролем по собственному сценарию, в основу которого положен роман Шарлотты Армстронг «Человек с воздушными шарами».

## Сюжет
Действие фильма происходит в неназванном провинциальном франкоязычном городке. Утром мать молодого семейства Элен Ренье (Стефан Одран) кормит завтраком 4-летнего сына Мишеля. На кухню заходит только что проснувшийся муж Шарль Ренье (Жан-Клод Дрюо), который в припадке безумия начинает душить Элен. Ей удаётся отбиться, от страха Мишель с криком бросается к матери. Шарль хватает ребёнка и бьёт об угол камина. Элен берёт сковороду и наносит Шарлю серию ударов по голове и по телу, пока тот не теряет сознание. Элен срочно увозит раненого ребёнка в больницу. Мишелю ставят диагноз — перелом ноги и черепно-мозговая травма. Шарль отправлен в дом отца, очень богатого промышленника Людовика Ренье (Мишель Буке).
В больнице Элен беседует со следователями. Она сообщает, что Шарль пытался стать писателем, а она работала барменшей в ночном баре. Элен говорит, что сама хочет воспитывать мальчика и не хочет, чтобы Людовик забирал Мишеля. В больницу к внуку приезжает Людовик Ренье. Он предлагает Элен организовать для Мишеля особые условия и предлагает материальную помощь, но она отказывается. Она сообщает, что собирается развестись с Шарлем, чтобы обезопасить сына, и рассчитывает получить причитающиеся ей по закону полдома, машину и мебель, забрать сына и переехать с ним в Париж. Людовик напоминает, что она танцевала в стрипиз-баре, и утверждает, что она уничтожила его сына, а теперь хочет уничтожить и внука.
У Элен почти нет денег, она снимает скромную комнату в семейном пансионе мадам Пинелли (Анни Корди) напротив больницы. В пансионе дверь ей открывает дочь мадам Пинелли, умственно отсталая девочка-подросток Элиза (Катя Романофф). В пансионате царят пуританские нравы, в нём проживают три старые девы, проводящие время за сплетнями и игрой в карты в гостиной, молодой врач из больницы и актёр Жерар Мостелли. Из разговора мадам Пинелли со своим сильно пьющим мужем Анри, выясняется, что дом через несколько месяцев будет снесён и они могут лишиться средств к существованию.
Людовик Ренье приглашает адвоката, пытаясь выяснить, как отсудить себе внука. Он рассчитывает на основании обвинения Элен в недостойном поведении оформить развод, вернуть всё имущество и оставить внука у себя по закону. Адвокат рекомендует не тратить зря деньги и предупреждает, что и судья, и общество будут на стороне матери, однако Людовик намерен добыть доказательства безнравственности Элен любой ценой.
Элен также обращается к адвокату по бракоразводным делам. Она рассказывает ему, что у неё нет образования, она работала в Париже продавщицей, секретаршей, затем поступила на курсы танца, работала стриптизёршей, в том числе танцевала обнажённой. Потом познакомилась с Шарлем, и через 3 месяца они поженились. Шарль никогда не рассказывал ей о своих родителях и, похоже, стыдился их богатства. Они поженились, что вызвало гнев его родителей. Элен и Шарль снимали бедную квартирку, он писал, она работала. Денег не было, но три года они прожили счастливо и в любви. Потом Шарль заболел, по его словам, от тоски. Элен была беременна и продолжала работать продавщицей. После письма Шарля родителям они переехали в родительский дом со специально нанятыми врачами и кормилицей. Когда Элен поняла, что Шарль употребляет наркотики, она ушла из дома, но Шарль нашёл её, и они снова стали жить вместе. Однако ситуация становилась всё хуже, в итоге наркотики окончательно свели Шарля с ума.
Тем временем Людовик Ренье вызвал к себе Поля Тома (Жан-Пьер Кассель), сына своего бывшего партнёра, которого он в своё время обманул и разорил. Дела Поля шли из рук вон плохо, и он с готовностью согласился на предложение Людовика вернуться в дело, для чего должен раздобыть доказательства недостойного поведения Элен.
В больнице Поль как будто случайно сталкивается с Элен, напоминает, что он друг Шарля, и рассказывает, что ему только что сделали операцию, ситуация его почти безысходная, и теперь ему нужно через день сдавать анализы. Элен советует ему снять комнату в том же пансионе, где остановилась сама. Поль берёт её письма, чтобы бросить в почтовый ящик, а сам прячет их в карман.
Поль снимает комнату в пансионе, рассказывая хозяйке, что свёкор Элен очень богат и владеет многими домами, и Поль готов поговорить с ним о том, чтобы сдать один такой дом мадам Пинелли. Поль изучает ситуацию в доме и налаживает отношения с членами семьи Пинелли и постояльцами. Девам он намекает, что муж Элен очень ранимый, а она иногда позволяет себе недопустимые вещи.
Поль неоднократно повторяет, что Элен почти ангел, и на неё невозможно найти чего-либо компрометирующего, но Людовик торопит его, так как оба адвоката уже передали дело о разводе в суд. Поль понимает, что ему придётся сфабриковать компромат.
Утром за завтраком Поль замечает, что Элиза относится к Элен с обожанием. Поль приходит в свою комнату, где застаёт убирающегося Анри. Он поит его виски, говоря, что Элен тоже пьёт и увлекается молодыми девочками. Затем Поль вовлекает в дело свою любвеобильную и беспринципную подружку Соню (Катрин Рувель), говоря, что надо представить Элен как порочную женщину, которая пытается втянуть Элизу в свои грязные дела. Для этого он просит достать снотворное и ЛСД. Поль просит Людовика срочно организовать осмотр какого-нибудь дома для мадам Пинелли, чтобы та покинула свой пансион на два часа и оставила Элизу без контроля.
Поль просит Соню загримироваться под Элен, в указанное время позвонить в пансион и сказать то, что он просит. Сам Поль собирается подвезти Элен в аэропорт вместе с Элизой. По дороге он инсценирует поломку автомобиля и скроется, оставив Элен в машине наедине с Элизой, после чего должен разразиться скандал.
В больнице знакомый врач сообщает Элен, что якобы смертельно больной Поль вообще не лечится в их больнице. Там же к ней подходит актёр Мостелли и говорит, что её свёкор, спонсирующий два театра, приказал ему распускать сплетни, что Элен и Поль любовники. Элен идёт через парк, где встречает знакомого продавца воздушных шаров, который говорит, что за ней постоянно кто-то следит.
Поль отправляет мадам Пинелли и старых дев осматривать дом, а сам даёт Анри две бутылки виски, спаивая его. Потом он уводит Элизу в другую комнату, даёт ей конфету, предлагает нарисовать красивый рисунок, а затем поехать и показать его Элен. Затем Поль на своей машине тайно увозит одурманенную Эльзу в свою городскую квартиру, где Соня выдаёт себя за Элен и показывает Эльзе порнографический фильм. Соня-Элен ласкает Эльзу под платьем и раздевается сама. Поль возвращается в пансион, прячет спящую Эльзу на заднем сиденье автомобиля, а сам забирает нарисованную ей картинку.
Раздаётся телефонный звонок, и Соня, выдавая себя за племянницу мадам Росле, которой Элен в своё время написала письмо, перехваченное Полем, сообщает, что мадам Росле прилетает сегодня и просит её встретить. В это время Поль вытаскивает из кошелька Элен все её деньги и авиабилеты в Париж и подбрасывает в её комнату картинку Элизы.
Встретившись в гостиной с Полем, Элен говорит, что знает, что он не болен и что он шпионит за ней. Поль вынужден частично сознаться, после чего пытается уговорить Элен поехать в аэропорт на его машине или хотя бы съесть конфету. Но она отказывается и уезжает на такси. План Поля рушится, он возвращает Элизу в пансион и прямо в одежде укладывает в кровать.
Элен ждёт мадам Росле в аэропорту, но затем выясняет, что названного ей рейса вообще не существует. Обнаружив, что у неё из кошелька похищены все деньги, Элен садится в такси, просит таксиста назвать время и запомнить её лицо, после чего просит отвезти в дом Людовика.
Элен проходит в дом Людовика, просит заплатить за такси и поднимается в комнату к Шарлю. Элен обнимается с Шарлем, он объясняется в любви к ней и просит у неё прощения, она его прощает. Мать видит, как Шарль просит Элен остаться с ним и просит вошедшего Людовика не вмешиваться. Элен с родителями Шарля выходят в зал, где Элен при всех обвиняет Людовика в том, что тип, которого он нанял следить за ней, украл у неё последние деньги. Людовик даёт ей украденную сумму, включая деньги на авиабилет.
Вернувшиеся в пенсион женщины застают там Поля и Мостелли и требуют их объяснить, что происходит. Поль говорит, что спал, а Эльза оставалась с Элен и сама расскажет, что произошло. Элен же уехала в аэропорт. В этот момент на шикарном Мерседесе подъезжает Элен. Она говорит, что точно не знает, всё ли подстроил Поль, но если это так, то он должен знать, что она только что виделась с Шарлем, а завтра с сыном улетает в Париж.
Утром доктор сообщает, что кто-то дал Эльзе наркотик или снотворное. Поль садится за стол и начинает оправдываться. Элен говорит, что его прощает и пьёт налитый им апельсиновый сок, после чего Поль как будто случайно сбивает со стола графин с соком.
Входит Элиза и говорит, что ей очень понравились картинки с голыми мужчинами и женщинами, которые ей показывала Элен, и просит Поля снова отвезти её к «Элен». Родители уводят Элизу. У настоящей Элен начинается головокружение, а затем видения. Девы говорят, что Поль что-то ей подсыпал, Элен идёт в парк, девы бегут её поддержать. Элен в парке в окружении трёх дев смотрит на шарики, и всё вокруг рисуется ей в галлюциногенных тонах.
Тем временем Шарль говорит матери, что ему нужна Элен, а на остальных ему наплевать, в возбуждённом состоянии он отталкивает мать и уходит из дома. Шарль приходит в пансион и сталкивается с Полем. Шарль берёт ножницы, но Поль перехватывает их и закалывает Шарля на глазах у вернувшейся Элен и трёх сопровождающих её дев. Элен со словами, что хочет видеть сына выходит на улицу и видит летящие шары.

## В главных ролях
| Актёр            | Роль               |
| ---------------- | ------------------ |
| Стефан Одран     | Элен Ренье         |
| Жан-Пьер Кассель | Поль Тома          |
| Мишель Буке      | Людовик Ренье      |
| Анни Корди       | Мадам Пинелли      |
| Жан-Клод Дрюо    | Шарль Ренье        |
| Жан Карме        | Анри Пинелли       |
| Катя Романофф    | Элиза Пинелли      |
| Катрин Рувель    | Соня               |
| Клод Шаброль     | Пассажир в трамвае |

## Реакция критики
Винсент Кэнби из «Нью-Йорк Таймс»:
«Разрыв», поставленный по сценарию Шаброля на основе романа Шарлотты Армстронг, содержит столько красивых моментов, что возникает соблазн заподозрить некоторую ужасную слабость скорее в самом себе, чем в фильме, из-за чувства депрессивного раздражения, которое он оставил. Может быть, и нет… Есть ещё одна проблема с форматом фильма: бедственные ситуации и унижения валятся столь плотно на бедную героиню, что довольно рано становится ясно, что фильм обязан оправдать и защитить её. В противном случае в нём нет формы. То, что восстановление её доброго имени достигается дорогой ценой, недостаточно неожиданно и недостаточно трогательно, чтобы превратить мелодраму в трагедию.
Дейв Керр из «Чикаго ридер»:
Один из ключевых фильмов 1970-х, «Разрыв» является самым бесстрашным экспериментом Клода Шаброля с повествовательной формой – модернистской переработкой мелодрамы… «Разрыв» в названии относится к повествованию, которое начинается с чёткого разделения на чёрное-белое, добро-зло и затем постепенно разрушает себя, распадаясь на всё более сложные и неуловимые фрагменты. Очень рекомендуется.